# Else Brückner-Rüggeberg
Else Brückner-Rüggeberg (* 28. April 1910 in Graz, Österreich; † 26. Oktober 1981 in Baden-Baden, Deutschland) war eine deutsche Schauspielerin, Sprecherin und Radiomoderatorin.

## Leben
Else Brückner-Rüggeberg stammt aus einer Künstlerfamilie. Schon ihr Vater Max Brückner-Rüggeberg war Schauspieler. Auch ihre Brüder Wilhelm Brückner-Rüggeberg und Friedrich Brückner-Rüggeberg wählten einen Künstlerberuf. Als junge Frau nahm sie in Berlin und München Schauspielunterricht und gab 1928 ihr Debüt in Stettin. Sie spielte als jugendliche Liebhaberin zahlreiche Rollen, unter anderen in „Rose Bernd“, „Die Räuber“ und „Ein Sommernachtstraum“. 1939 wechselte sie als Künstlerische Sprecherin zum Berliner Reichsfunk und blieb dort bis zum Kriegsende. Danach arbeitete sie beim Berliner Rundfunk und bei RIAS, bevor sie 1948 dem Ruf des gerade gegründeten Südwestfunks (heute Südwestrundfunk) nach Baden-Baden folgte. Ihm blieb sie auch nach der Pensionierung 1975 treu und übernahm die Moderation verschiedener Sendungen. Ihre tiefe, dunkle Stimme war im ganzen Südwesten bekannt. Während ihrer insgesamt 33 Jahre beim SWF spielte sie gelegentlich auch am Stadttheater Baden-Baden, wirkte in Fernsehsendungen mit und arbeitete als Sprecherin bei Dokumentationen.

## Filmografie (Auswahl)
Als Schauspielerin
- 1955: David Wilson sammelt Spuren (Fernsehfilm)
- 1965: Auf einem Bahnhof bei Dijon (Fernsehfilm)
- 1967: Der falsche Prinz (Fernsehfilm)
- 1969: Das Rätsel von Piskov (Fernsehfilm)
- 1972: Patientin gesucht (Fernsehfilm)
- 1976: Seniorenschweiz (Fernsehfilm)

Als Sprecherin
- 1969: Meine Schwester Annabelle SWF
- 1978: Kommissar Beck ermittelt – Die neuen Fälle SWF/WDR